# Jouhet

Jouhet este o comună în departamentul Vienne, Franța. În 2009 avea o populație de 509 de locuitori.